# DAF 44
DAF 44 är en bakhjulsdriven småbil tillverkad av holländska DAF 1966-1974.

## Historik
DAF 44 har i originalutförande en luftkyld 2-cylindrig boxermotor på 850cc som samverkade med DAF:s traditionella remdrivna bakväxelenhet.
Den största skillnaden mot föregångarna DAF Daffodil och DAF 33 var att denna modell designades av den italienska designern Giovanni Michelotti. Annars låg skillnaden mest i att motorn fått större slagvolym och effekt.
1974 ersattes DAF 44 av DAF 46.

## Tävlingar
Med motorn fram och växellådan bak blev viktfördelningen relativt god och bidrog till många rallysegrar mot andra bakhjulsdrivna bilar i samma klass.[källa behövs]
Dessutom hade holländarna en egen tävling kallad Crazy Racing som gick ut på att man tävlade i vem som kunde backa snabbast.
Omkopplaren framåt och back sitter framför transmissionen för utväxling, vilket gjorde att bilarna gick att backa i samma fart som de kunde gå framåt.
De flesta holländare slutade med Crazy Racing när Volvo personvagnar förvärvade DAFs personbilstillverkning 1975.

## Övrigt
Underredet till DAF 44 utgjorde grunden för Tjorven som var en postbil tillverkad av Kalmar karosseriverkstad.